# Giro del Belgio 1949
Il Giro del Belgio 1949, trentatreesima edizione della corsa, si svolse in cinque tappe tra il 17 e il 22 maggio 1949, per un percorso totale di 1 242 km e fu vinto dal belga Ernest Sterckx.

## Tappe
| Tappa  | Data      | Percorso                 | km    | Vincitore di tappa | Leader cl. generale |
| ------ | --------- | ------------------------ | ----- | ------------------ | ------------------- |
| 1ª     | 17 maggio | Bruxelles > Blankenberge | 238   | Henri Van Kerkhove |                     |
| 2ª     |           | Blankenberge > Liegi     | 272   | André Declerck     |                     |
| 3ª     |           | Liegi > Bertrix          | 236   | Raymond Impanis    |                     |
| 4ª     |           | Bertrix > Mons           | 236   | René Mertens       |                     |
| 5ª     | 22 maggio | Mons > Bruxelles         | 260   | Edward Peeters     | Ernest Sterckx      |
| Totale | Totale    | Totale                   | 1 242 |                    |                     |

## Dettagli delle tappe

### 1ª tappa
- 17 maggio: Bruxelles > Blankenberge – 238 km

Risultati
| Pos. | Corridore           | Squadra      | Tempo    |
| ---- | ------------------- | ------------ | -------- |
| 1    | Henri Van Kerckhove | Garin-Wolber | 6h08'24" |
| 2    | Marcel Kint         | Individuale  | a 13"    |
| 3    | Rik Van Steenbergen | Mercier      | a 21"    |

### 2ª tappa
- Blankenberge > Liegi – 272 km

Risultati
| Pos. | Corridore      | Squadra       | Tempo    |
| ---- | -------------- | ------------- | -------- |
| 1    | André Declerck | Bertin-Wolber | 7h52'30" |
| 2    | Jacques Geus   | Rochet-Dunlop | s.t.     |
| 3    | Ernest Sterckx | Alcyon-Dunlop | a 6"     |

### 3ª tappa
- Liegi > Bertrix – 236 km

Risultati
| Pos. | Corridore       | Squadra       | Tempo    |
| ---- | --------------- | ------------- | -------- |
| 1    | Raymond Impanis | Alcyon-Dunlop | 6h26'42" |
| 2    | Lode Anthonis   | Erka-Terrot   | a 6"     |
| 3    | Edward Peeters  | Garin-Wolber  | s.t.     |

### 4ª tappa
- Bertrix > Mons – 236 km

Risultati
| Pos. | Corridore       | Squadra       | Tempo    |
| ---- | --------------- | ------------- | -------- |
| 1    | René Mertens    | Rochet-Dunlop | 6h54'25" |
| 2    | Alphonse Meurs  | Elvé          | s.t.     |
| 3    | Florent Mathieu | Rochet-Dunlop | s.t.     |

### 5ª tappa
- Mons > Bruxelles – 260 km

Risultati
| Pos. | Corridore      | Squadra       | Tempo    |
| ---- | -------------- | ------------- | -------- |
| 1    | Edward Peeters | Garin-Wolber  | 7h19'50" |
| 2    | René Mertens   | Rochet-Dunlop | s.t.     |
| 3    | Ernest Sterckx | Alcyon-Dunlop | s.t.     |

## Classifiche finali

### Classifica generale
| Pos. | Corridore          | Squadra       | Tempo     |
| ---- | ------------------ | ------------- | --------- |
| 1    | Ernest Sterckx     | Alcyon-Dunlop | 34h42'38" |
| 2    | Raymond Impanis    | Alcyon-Dunlop | a 6"      |
| 3    | Roger Gyselinck    | La Gantoise   | a 1'08"   |
| 4    | Lucien Mathys      | Alcyon-Dunlop | a 1'18"   |
| 5    | Valère Ollivier    | Bertin-Wolber | a 5'06"   |
| 6    | Prosper Depredomme | Garin-Wolber  | a 6'09"   |
| 7    | Désiré Stadsbader  | Arliguie      | a 7'58"   |
| 8    | Jacques Geus       | Rochet-Dunlop | a 9'41"   |
| 9    | René Oreel         | Terrot        | a 10'49"  |
| 10   | Lode Anthonis      | Erka-Terrot   | a 13'22"  |